# Urbi et Orbi
Urbi et Orbi (лат. „граду и свету”) био је уобичајени увод римских објава. Израз данас означава папино обраћење и апостолски благослов намењен граду Риму и целом свету. Благослов се сваког Ускрса и Божића слави у Риму са Базилике Светог Петра.
Део Urbi et Orbi благослова је опрост свих привремених казни због греха, кроз опрост приложен у папином благослову. Божићни и Ускршњи благослови преносе се широм света преко Европске радиодифузне уније. Ослобођење и опроштење греха није намењено само људима који се налазе на Тргу Светог Петра, него свима који церемонију прате на телевизији или радију. Пре благослова, папа се обраћа људима и свету, са поздравима на многим светским језицима.
Urbi et orbi се на Тргу Светог Петра користи и за папину инаугурацију, те ријетко за благослов ходочасника и светковина. Главна изрека на крају благослова гласи: 
Et benedictio Dei omnipotentis, Patris et Filii et Spiritus Sancti descendat super vos et maneat semper
(„И нека благослов Свемогућег Бога, Оца, Сина, и Духа Светога сиђе на вас и остане с вама заувек”).

## Пренесени смисао
У пренесеном смислу ова латинска изрека значи: разгласити нешто  на сва уста, тј. свима и свакоме.

## Друга значења
Мото Лонг Ајленд универзитета.